# Rattus hainaldi
Rattus hainaldi es una especie de roedor de la familia Muridae.

## Distribución geográfica
Se encuentra sólo en la Isla de Flores (Indonesia). 